# Villebéon
Villebéon település Franciaországban, Seine-et-Marne megyében. Lakosainak száma 464 fő (2022. január 1.). Villebéon Lorrez-le-Bocage-Préaux, Égreville, Vaux-sur-Lunain és Jouy községekkel határos.

## Népesség
A település népessége az elmúlt években az alábbi módon változott:
| Lakosok száma | 473  | 480  | 487  | 479  | 473  | 468  | 463  | 460  | 464  |
|               | 2013 | 2015 | 2016 | 2017 | 2018 | 2019 | 2020 | 2021 | 2022 |